# Comarca de Acentejo
La comarca de Acentejo es una de las once comarcas en la que se divide la isla de Tenerife (Canarias, España).
Tiene una superficie total aproximada de 7167 hectáreas y se localiza en el norte de la isla, estando limitada geográficamente por el Valle de La Orotava y la llanura de La Laguna. La componen cinco municipios: Tacoronte, El Sauzal, La Matanza, La Victoria y Santa Úrsula, salvo sus partes altas adscritas a la comarca del Macizo Central.
Su litoral abarca desde la punta de El Ancón hasta la punta de La Romba. 
En este espacio han acontecido diversos episodios de carácter histórico destacados, como la derrota que los guanches infligieron a los españoles en 1494 y la victoria conseguida por los invasores el día de Navidad de 1495, hechos que dan nombre a dos de los cinco municipios que componen la comarca.
Con un desarrollo vinculado a La Laguna y al Valle de La Orotava, está atravesada por el Camino Real, vía importante que ponía en comunicación estos importantes núcleos. La construcción de la autopista del Norte supuso un corte en algunos núcleos preexistentes. En la actualidad presenta un paisaje fundamentalmente agrícola y con un poblamiento disperso.

## Geografía
La comarca se sitúa en la zona de barlovento de la Cordillera Dorsal. Sus medianías presentan una topografía accidentada, debido a las pendientes, pero también a las irregularidades de las coladas volcánicas y frecuentes tajos de la red de barrancos. La pendiente va perdiendo su ímpetu al llegar a la zona costera, en la que el rasgo principal son los acantilados, al pie de los cuales se han formado pequeñas playas, coincidiendo en ocasiones con la desembocadura de los barrancos.

## Clima
El clima viene configurado por las características generales que determinan el de la banda norte de la isla. Podemos distinguir,  fundamentalmente, tres zonas con características climáticas distintas:
- Una zona alta, caracterizada por una apreciable oscilación diurna, sobre todo en verano, debido al mayor enfriamiento nocturno, a causa de la carencia de mar de nubes, por lo que también es más elevada la amplitud térmica anual y menos importantes la precipitaciones.

- Una zona de medianías, húmeda, afectada por el mar de nubes del alisio, de temperaturas suaves y mayores precipitaciones que las restantes áreas.

- Una zona costera, que acoge la parte baja de los municipios con una menor oscilación diaria, debido al efecto atemperante del mar, una menor amplitud térmica, así como un índice de pluviosidad inferior y, sobre todo, un descenso notable de la humedad.

El régimen de lluvias se caracteriza por los chubascos, con una gran irregularidad. Las precipitaciones llegan a un total anual de 605 mm, en  la zona más húmeda, con un máximo otoñal y una sequía estival de dos meses, atenuada en la zona media de la comarca por la capa del alisio. Las precipitaciones permiten la agricultura de secano, excepto en las zonas costeras, donde se hace necesario el regadío.

## Vegetación
La íntima relación entre el clima y la vegetación se deja sentir en la aparición de varios pisos vegetales, aunque estos aparecen muy afectados por la acción humana. Desde el mar hasta una cota de 300 m. se localizan las xerófilas de la zona inferior como cardones, diversos géneros de euphorbias, vinagreta (Rumex lunaria)…  En esta zona es donde se han instalado los asentamientos poblacionales y turísticos. A partir de esta cota se sitúa el fayal-brezal, con especies de fayas, brezos, terviscos y zarzas. Se localizan también especies lauráceas de lo que debió ser un esplendoroso bosque  con laureles, marmolanes y acebiños. Se hallan presentes, además, ejemplares de pino canario (Pinnus cannariensis). Todas estas especies arbóreas están acompañadas por un cortejo de platas de porte menor, como tomillos, orégano, ortigón de los montes (Urtica morifolia), corazoncillos (Hipéricohypericum perforotum ), terviscos, etcétera. 
La superficie forestal de la comarca ocupa en la actualidad unas 3.400 ha. y se ha visto reducida a causa de la utilización de la madera en la construcción de viviendas y canales, en la obtención de orquetas para la viña, carbón para los hogares y combustible para los ingenios azucareros en la época posterior de la conquista. También por las talas para la ampliación de las tierras de cultivo.

## Población
En la época inmediatamente posterior a la conquista de la isla, el adelantado Alonso Fernández de Lugo efectúo el reparto de tierras y agua entre sus capitanes y conquistadores, a lo cual siguió un proceso y expansión agrícola.  La prosperidad de la agricultura de la zona sirvió de acicates para que familias relevantes residieran frecuentemente en las casonas construidas en las propiedades que poseían, contribuyendo a la erección de numerosas ermitas, como por ejemplo,  la de San Bartolomé de La Corujera en Sata Úrsula.  Durante el siglo XVI, junto con una gran actividad económica de tipo agrícola, se pone en marcha la explotación forestal encaminada al funcionamiento de ingenios azucareros en todo el norte de la isla. En los siglos posteriores, la comarca de Acentejo goza de cierta pujanza, justificada por la existencia de un camino real, que junto con el de Taoro, el más importante de la comarca, unía las rutas del norte. En los márgenes de estos caminos fue poco a poco asentándose la población.
En 2012 la comarca tenía una población de 64.984 habitantes, repartida entre Tacoronte (23.718), El Sauzal (9.037), La Matanza de Acentejo (8.806), La Victoria de Acentejo (9.049) y Santa Úrsula (14.374).
| 2000   | 2001   | 2002   | 2003   | 2004   | 2005   | 2006   | 2007   | 2008   | 2009   | 2010   | 2012   |
| ------ | ------ | ------ | ------ | ------ | ------ | ------ | ------ | ------ | ------ | ------ | ------ |
| 53.824 | 54.882 | 56.549 | 57.729 | 58.338 | 59.532 | 60.448 | 61.955 | 63.305 | 64.201 | 64.745 | 64.984 |